# Accuracy International Arctic Warfare
Accuracy International Arctic Warfare — сімейство снайперських гвинтівок з ковзним затвором виробництва Британського підприємства Accuracy International. З початку виробництва в 1980-х роках здобула популярність серед цивільних та військових користувачів та інших державних силових органах. Гвинтівки мають деякі технічні рішення, що поліпшують ефективність роботи за умови низьких температур.

## Варіанти
PM (Precision Marksman)базова модель, на основі якої були створені інші моделі сімейства. Взята на озброєння у Великій Британії в 1980-х із позначенням L96A1 та калібром набоїв 7,62×51 мм НАТО.
AW (Arctic Warfare)вдосконалення базової L96A1 для ефективного застосування в умовах низьких температур. Має декілька моделей: L118A1 британської, Psg 90 шведської та SR-98 австралійської армії.
AWF (Arctic Warfare Folding)стандартна AW зі складним прикладом.
AWP (Arctic Warfare Police)модель призначена для використання у правоохоронних підрозділах. Має коротший (610 мм) ствол в порівнянні з моделлю AW. Зазвичай AWP призначена для набоїв калібру 7.62 мм НАТО / .308 Winchester або .243 Winchester, хоча можливі варіанти з набоями інших калібрів.
AWS (Arctic Warfare Suppressed)призначена для стрільби повільнішими, дозвуковими кулями, які, в залежності від цілі, мають ефективну відстань до 300 м та створюють звук потужністю на рівні шуму, створеного набоями калібру .22 LR. Снайпер може замінити ствол із вбудованим глушником на стандартний ствол AW/AWP протягом близько 3 хв.
AWC (Arctic Warfare Covert)створена на основі AWS модифікація зі складним прикладом та комбінованим стволом з глушником довжиною 305 мм.
AWM (Arctic Warfare Magnum)модифікована AW пристосована для довших і товстіших та потужніших набоїв типу Магнум: .300 Winchester Magnum та .338 Lapua Magnum. На озброєнні різних підрозділів перебувають моделі L115A1 та L115A3, а також G22 (нім. Gewehr 22 або нім. Scharfschützengewehr 22) — на озброєнні німецької армії.
AW50 (Arctic Warfare .50 calibre)модель для набоїв 12,7×99 мм НАТО (.50 BMG). В німецькій армії має позначення G24. Важить 13.5 кг.
AW50F (Arctic Warfare .50 calibre Folding Stock)AW50 зі складним прикладом та стволом виробництва австралійської компанії Maddco.
AE/AE MkIII (Accuracy Enforcement)дешевша, дещо спрощена, менш ефективна модифікація L96/AW призначена для використання в правоохоронних підрозділах замість дорожчих моделей AWP або AW.
AXМодель AX338 для набоїв .338 Lapua Magnum, має складові частини, несумісні з іншими гвинтівками моделей AW. Також є модель AX308 для набоїв 7,62×51 мм НАТО.

## Історія застосування

### Рекорд
Британський снайпер Крейг Гаррісон пострілом з моделі L115A3 Long Range Rifle (AWM) встановив світовий рекорд на влучний постріл в бойових умовах на відстань 2475 м. Рекорд встановлено в листопаді 2009 року, він перевершує попередній рекорд 2430 м встановлений Робом Фурлонгом в 2002 р. Цей рекорд занесений до книги рекордів Гіннеса.

### Російсько-українська війна
З відкритих джерел відомо, що під час анти-терористичних навчань в окупованому Криму в травні 2017 року підрозділи ФСБ використовували снайперські гвинтівки серії AX.
В травні 2020 року українські військові оприлюднили відео, зняте прихованою камерою, на якому було записане висування російського підрозділу на передній край неподалік селища Донецьке (Донецька область). За даними українських військових, цей підрозділ належить до ФСБ та несе відповідальність за вбивство щонайменше одного українського воїна, — Володимира Федченка, неподалік селища Новотошківське (Луганська область).
Активістам групи Bellingcat вдалось встановити, що на відео насправді присутня снайперська гвинтівка Arctic Warfare серії AX, а один з бойовиків називає себе Віталій Петров, родом з Москви, та належить до угрупування «Призрак».
У відкритих джерелах відсутня інформація про продаж снайперських гвинтівок Arctic Warfare до України.
У вересні 2022 року про надходження британських гвинтівок на озброєння своїх снайперів повідомив білоруський полк ЗСУ імені Кастуся Калиновського.

### Громадянська війна в Сирії
Наприкінці вересня 2015 року у випуску новин ВГТРК Росія-24 «Вєсті», в репортажі з Євгеном Піддубним, була показана наступальна операція загонів спеціального призначення про-Ассадівських сил на район Хараста в передмісті Дамаску. В кадр потрапила гвинтівка Accuracy International (AI) Arctic Warfare (AW), калібру .338 Lapua Magnum в конфігурації, аналогічній конфігурації гвинтівок, що стоять на озброєнні російських загонів спеціального призначення.

## Оператори
- Австралія: Австралійські Сили Оборони зі складним прикладом, модель відома як SR-98,[6][7] Police Tactical Groups.[8]
- Бангладеш[9]
- Бельгія[10]
- Чехія: Придбано декілька гвинтівок AWF, в основному для сил спец. призначення.[11]
- Греція: Антитерористичний підрозділ (EKAM).[12]
- Ірландія[13]
- Італія: Варіант PM.[14] Варіант AWS знаходиться на озброєнні 9-го парашутно-десантного підрозділу[15], варіант AWP стоїть на озброєнні карабінерів.[16]
- Латвія[14]
- Малайзія: Варіанти PM та AW знаходяться на озброєнні Сил спеціального призначення Малайзії.[17]
- Нідерланди: Korps Commandotroepen (мають декілька одиниць зброї варіантів AW та AWC калібру 7,62×51mm NATO).[18][19]
- Нова Зеландія[14]
- Пакистан: Підрозділ спеціального призначення армії країни.[джерело?]
- Перу[20]
- Португалія: Сухопутні війська Португалії.[21]
- Росія: Використовується МВС та ФСБ.[22]
- ПАР: підрозділи спец. призначення МВС.[23]
- Іспанія[14]
- Швеція: Варіант AW взятий на озброєння в 1988 році, має маркування PSG 90.[24][25]
- Саудівська Аравія[3]
- Туреччина[26]
- Велика Британія: L96A1 взято на озброєння ЗС Великої Британії в 1985 році.[27]